# Жабник пухнастоголівчастий
Жабник пухнастоголівчастий, жабник шерстистоголовий (Filago eriocephala) — вид рослин із родини айстрових (Asteraceae).

## Біоморфологічна характеристика
Це однорічна рослина 10–17(50) см заввишки. Стебла вилчасто розгалужені лише у верхній частині, густо листяні; листки прилягають до стебла, гострі. Головок 3–8,
яйцеподібних. Період цвітіння: травень — липень. 

## Середовище проживання
Росте у Європі й Західній Азії — Франція, Італія, Сицилія, Хорватія, Боснія та Герцеговина, Чорногорія, Македонія, Албанія, Болгарія, Греція (у т. ч. Кікладес, Крит, Східні Егейські острови (у т. ч. Родос)), Туреччина (Європа та Анатолія), Кіпр, Іран, Ізраїль, Кувейт, Ліван, Саудівська Аравія, Сирія, Ємен.
В Україні вид росте на сухих, переважно піщаних місцях — у Передгірному та гірському Криму.